# Dillard (Oregon)
Dillard – jednostka osadnicza w Stanach Zjednoczonych, w stanie Oregon, w hrabstwie Douglas.